# Africká teologie
Africká teologie (African theology) stojí na učení afrických církví konce 19. a začátku 20. století a formuje křesťanství africkým způsobem myšlení a života. Za centrum africké teologie byla na počátku považována katolická teologická fakulta univerzity Lovanium v konžské Kinshase, kde se v roce 1968 odehrálo Kolokvium o africké teologii. Drtivé kritice byl podroben koloniální diskurz, který podle afrických teologů likviduje jazyky a kultury, zatímco skutečně křesťanský diskurz má být letniční – vyjadřovat se ve všech jazycích a kulturách. Africká teologie vypovídá, že evropská interpretace teologických témat pomocí aparátu řecké filosofie neznamená, že tak musí postupovat africká interpretace, která má právo ctít interpretační aparát své, například bantuské filozofie.
Tématy africké teologie se staly: teologie adaptace (první podoba africké teologie do II. vatikánského koncilu), andrický pól africké teologie (andrický pól afrického teologického myšlení představuje specificky africký pohled na život, víru, moudrost a promýšlení víry tímto pohledem), africká teologie osvobození (jihoafrická černá teologie a další směry). Africká teologie rozhodně nemění Boží zjevení (teický pól), avšak interpretuje jej a přijímá jej specificky africkým způsobem (andrický pól).
Mezi významné myslitele africké teologie patří Charles Nyamiti, Bolaji Idowu, John Mbiti nebo Kwesi Dickson. Tito myslitelé také často promýšlejí vztah křesťanství k vybraným tradičním náboženstvím. Význačnými biblisty v rámci africké teologie jsou Lamin Sanneh nebo Kwame Bediako. Bediako a s ním také John Pobee jsou průkopníky africké christologie vystavěné v souladu s kultem předků.

## Statistika
Z celkového počtu přibližně 685 milionů křesťanů v Africe (2021) je největší množina římských katolíků, přibližně 158 milionů věřících. K pravoslaví se hlásí přibližně 52 milionů lidí v Africe, z toho 37 milionů věřících má etiopská ortodoxní církev, 10 milionů koptská ortodoxní církev, téměř 3 miliony řecká ortodoxní církev a 2 miliony eritrejská ortodoxní církev. Protestantské církve hlásí dohromady 409 milionů věřících, kteří se ovšem dělí do mnoha církví. Po anglikánských církvích statistiky v počtu věřících afrických křesťanů uvádí luteránské církve, metodistické církve, kalvinistické církve, baptistické církve, všechny v mnoha místních podobách. Polovina protestantů se hlásí k některé z letničních církví (pentekostalismus). Menší množiny křesťanů mají potom mnohé původní africké církve, jako je např. Sionská křesťanská církev s patnácti miliony věřících, Věčný posvátný řád cherubínů a serafínů s deseti miliony a řada dalších.

## Původní africké církve
Vedle v mnoha místních – věroučně nekonfliktních – nových afrických církví se v Africe zrodily rovněž africké křesťanské církve s vyhrocenějšími postoji, zejména vůči bílým misionářům. Tak byl například v roce 1921 v Belgickém Kongu (dnes Demokratická republika Kongo) založen kimbanguismus – nové křesťanství vyznávané věřícími Církve Ježíše Krista na Zemi. Tito křesťané vyznávají, že skutečný Ježíš byl černé pleti, neboť Ježíš bílé pleti by nebyl určen jim.
Dalším příkladem vymezující se nové africké křesťanské církve je např. beninská Nebeská církev Kristova, která pokládá katolické křesťanství v Beninu za synkretismus křesťanství a vodunu, a z jejího pohledu za obcování katolíků s čarodějnictvím, proti čemuž se ostře vymezuje.
Nemalá množina Afričanů vyznává podle afrikanisty a religionisty Ondřeje Havelky vedle křesťanství jedno z tradičních afrických náboženství (vícečetná náboženská identita), případně jejich synkretismus, jako je například křesťanství a bwiti v Gabonu.